# Wahl zum 20. Abgeordnetenhaus von Berlin

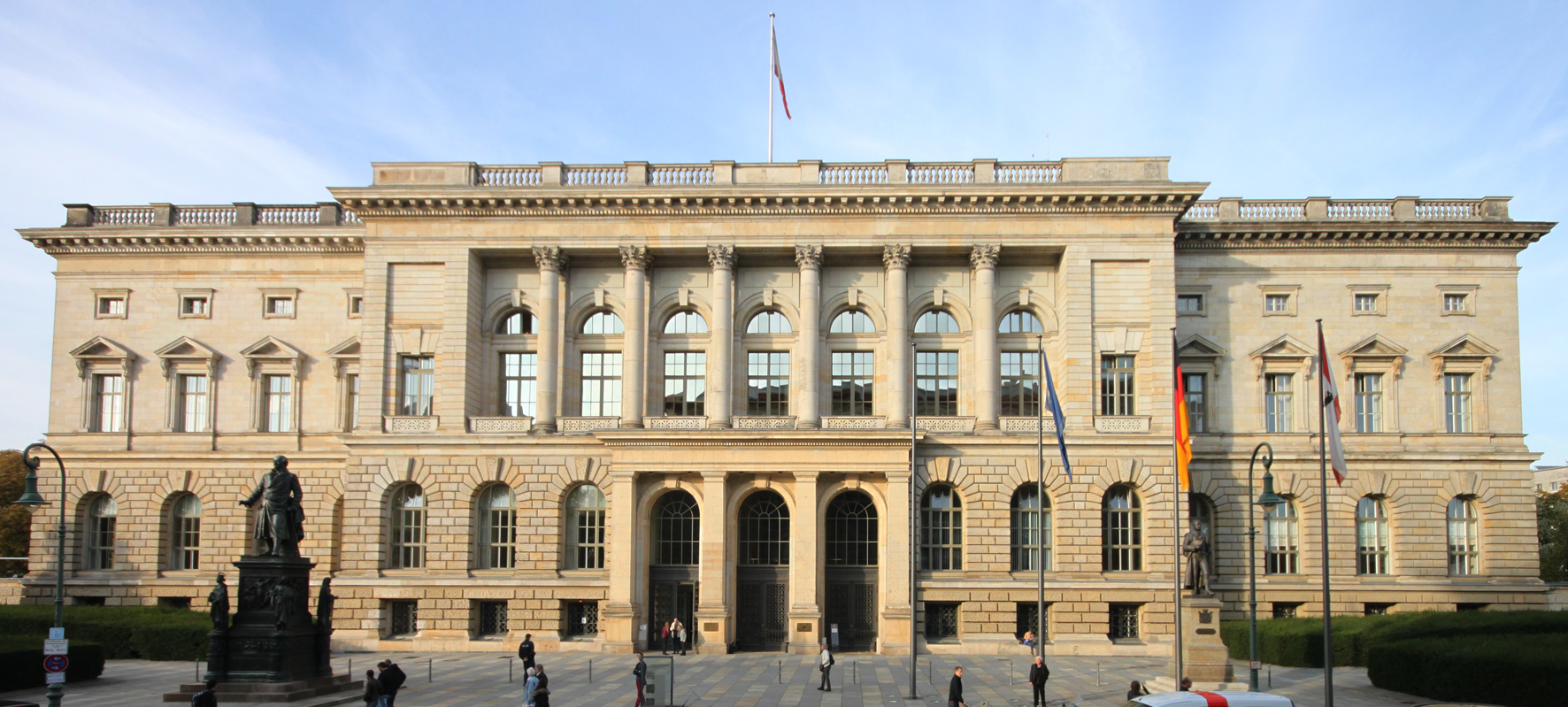
Abgeordnetenhaus von Berlin

Die Wahl zum 20. Abgeordnetenhaus von Berlin findet voraussichtlich am 20. September 2026 für eine Legislaturperiode von fünf Jahren statt.
Da bei der Wiederholungswahl zum Abgeordnetenhaus von Berlin 2023 die Abgeordneten nur für die verbleibende 19. Legislaturperiode gewählt wurden, blieb der Zeitpunkt der Wahl 2021 für die Terminierung der nächsten regulären Wahl entscheidend.

## Organisation

### Wahlsystem
In Berlin finden alle fünf Jahre zeitgleich die Wahlen zum  Abgeordnetenhaus  und den  Bezirksverordnetenversammlungen (BVV)  statt.

#### Abgeordnetenhauswahl
Wahlberechtigt sind  deutsche Staatsangehörige ab 18 Jahren, die seit mindestens drei Monaten in Berlin wohnen. Jede Person hat  zwei Stimmen:
- Erststimme: Wahl einer Direktkandidatin oder eines Direktkandidaten in einem der  78 Wahlkreise  (Direktmandat).
- Zweitstimme: Wahl einer Partei, die über die  Verhältniswahl  die Sitzverteilung bestimmt. Parteien benötigen  mindestens 5 % der Zweitstimmen  oder ein Direktmandat, um ins Parlament einzuziehen.

Das Abgeordnetenhaus hat regulär  130 Sitze, die sich durch  Überhang- und Ausgleichsmandate  erhöhen können.

#### Bezirksverordnetenversammlungen (BVV)
Hier dürfen auch  EU-Bürgerinnen und -Bürger ab 16 Jahren  wählen. Es gilt das  reine Verhältniswahlrecht  mit nur  einer Stimme  für eine Partei oder Wählergemeinschaft. Parteien benötigen  mindestens 3 %  der Stimmen für den Einzug in die BVV.
Das Berliner Wahlrecht basiert auf dem Wahlgesetz für das Land Berlin (WahlG BE) und der Verfassung von Berlin.

### Wahltermin
Wenn das Parlament nicht zuvor seine Auflösung beschließt, findet die Wahl zum 20. Abgeordnetenhaus am 20. September 2026 statt. Artikel 54 der Verfassung von Berlin bestimmt, dass eine reguläre Neuwahl frühestens 56 und spätestens 59 Monate nach dem Beginn der Wahlperiode des Abgeordnetenhauses stattfindet. Das 19. Abgeordnetenhaus von Berlin konstituierte sich am 4. November 2021.

## Ausgangslage

### Vorherige Wiederholungswahl 2023
Aus der Wiederholungswahl am 12. Februar 2023 ging die CDU erstmals nach 1999 als stärkste Kraft hervor. Die SPD fiel laut dem endgültigen Ergebnis mit nur 53 Stimmen Vorsprung vor den drittplatzierten Grünen auf die zweite Position zurück.
Die Linke erreichte mit einem erneuten Stimmenverlust wieder den vierten Platz. Dahinter lag die AfD. Die FDP verpasste den Einzug in das Parlament, den die Liberalen bei der ursprünglichen Wahl noch deutlich erreichten. Alle anderen Parteien blieben deutlich unter der Fünf-Prozent-Hürde.

### Bisher im Abgeordnetenhaus vertretene Parteien
| Fraktion / Landesverband | Fraktion / Landesverband                                | Kurzbe- zeichnung | Sitze     | Sitze   |
| Fraktion / Landesverband | Fraktion / Landesverband                                | Kurzbe- zeichnung | Wahl 2023 | Sitz(e) |
| ------------------------ | ------------------------------------------------------- | ----------------- | --------- | ------- |
|                          | Christlich-Demokratische Union Deutschlands             | CDU               | 52        | 52      |
|                          | Sozialdemokratische Partei Deutschlands                 | SPD               | 34        | 35      |
|                          | Bündnis 90/Die Grünen                                   | GRÜNE             | 34        | 34      |
|                          | Die Linke                                               | LINKE             | 22        | 20      |
|                          | Alternative für Deutschland                             | AfD               | 17        | 16      |
|                          | Fraktionslos, davon Bündnis Sahra Wagenknecht Parteilos | BSW —             | —         | 02 1    |

## Umfragen
Siehe auch: Bundestrend

### Sonntagsfrage
| Institut                  | Datum      | CDU    | SPD    | Grüne  | Linke  | AfD    | FDP   | BSW   | Sonst. |
| ------------------------- | ---------- | ------ | ------ | ------ | ------ | ------ | ----- | ----- | ------ |
| Infratest dimap           | 18.06.2025 | 25 %   | 14 %   | 15 %   | 19 %   | 13 %   | –     | 4 %   | 10 %   |
| INSA                      | 21.05.2025 | 24 %   | 17 %   | 15 %   | 13 %   | 13 %   | 3 %   | 7 %   | 8 %    |
| Bundestagswahl            | 23.02.2025 | 18,3 % | 15,1 % | 16,8 % | 19,9 % | 15,2 % | 3,8 % | 6,6 % | 4,3 %  |
| Infratest dimap           | 20.11.2024 | 27 %   | 12 %   | 20 %   | 6 %    | 15 %   | 4 %   | 7 %   | 9 %    |
| INSA                      | 13.07.2024 | 26 %   | 18 %   | 15 %   | 7 %    | 12 %   | 4 %   | 12 %  | 6 %    |
| Europawahl                | 09.06.2024 | 17,6 % | 13,2 % | 19,6 % | 7,3 %  | 11,6 % | 4,3 % | 8,7 % | 17,7 % |
| Infratest dimap           | 24.04.2024 | 27 %   | 15 %   | 20 %   | 10 %   | 12 %   | 3 %   | 6 %   | 7 %    |
| INSA                      | 30.01.2024 | 29 %   | 16 %   | 17 %   | 10 %   | 13 %   | 4 %   | —     | 11 %   |
| Infratest dimap           | 18.10.2023 | 29 %   | 15 %   | 19 %   | 10 %   | 15 %   | 4 %   | —     | 8 %    |
| INSA                      | 27.09.2023 | 26 %   | 17 %   | 18 %   | 10 %   | 14 %   | 5 %   | —     | 10 %   |
| INSA                      | 05.04.2023 | 30 %   | 18 %   | 18 %   | 11 %   | 9 %    | 5 %   | —     | 9 %    |
| Bundestagswahl            | 26.09.2021 | 17,2 % | 22,2 % | 22,0 % | 11,5 % | 9,4 %  | 8,1 % | —     | 9,6 %  |
| Abgeordnetenhauswahl 2023 | 12.02.2023 | 28,2 % | 18,4 % | 18,4 % | 12,2 % | 9,1 %  | 4,6 % | —     | 9,0 %  |